# Mar de Scotia

Mar de Scotia como parte del océano Antártico.

El mar de Scotia o, menos frecuentemente, mar del Scotia (también denominado mar de las Antillas del Sur) es el nombre que recibe un área marítima ubicada mayormente en el océano Atlántico Sur y su sector más meridional en el océano Austral. El mar de Scotia se halla encerrado por el arco de las Antillas Australes desde el banco Burdwood o Namuncurá hacia las islas Aurora (Cormorán y Roca Negra), Georgia del Sur, las rocas Clerke, Sandwich del Sur, Orcadas del Sur y Shetland del Sur, limitando por el oeste con el pasaje de Drake, al noroeste con el mar Argentino y al sur con el mar de Weddell. Sus islas (las Antillas del Sur) son las cúspides del volcánico Arco de las Antillas Australes, cordillera mayormente submarina que delimita por el norte, este y sur al mar de Scotia. 
El mar de Scotia cubre un área de unos 900 000 km², encontrándose sumariamente dividido en dos sectores: la cuenca Occidental y la cuenca Oriental, ambas cuencas abarcan extensiones similares y poseen su superficie submarina bastante anfractuosa con profundidades promedio de 4500 metros correspondientes a la placa tectónica Scotia. Sin embargo, las mayores profundidades o simas se ubican en la Cuenca Occidental unos 200 km al sur del banco Namuncurá hacia, aproximadamente, las coordenadas 55°35'S/57°58'W; en esa zona la profundidad alcanza los 5840 metros bajo el nivel del mar (véase Fosa de las Sandwich del Sur).
El mar de Scotia es frecuentemente tormentoso y frío, sus aguas frías son ricas en vida marina existiendo grandes bancos de krill. Durante los inviernos, gran parte de su superficie se congela y se cubre con banquisa procedente de la indlandsis de la Antártida, incluso en verano es frecuente la presencia de grandes icebergs y témpanos.

## Historia
Este mar recibe su nombre desde 1932, luego de que el navío Scotia, insignia de la Expedición Antártica Nacional Escocesa a la Antártida surcara sus aguas entre 1902 y 1904, al mando del explorador escocés William S. Bruce. Es de notar que tal expedición, como su nombre indica y al mando de uno de los integrantes de uno de los más importantes clanes de la historia de Escocia, buscó poner distancia política histórica del Reino Unido y del Estado dominante en tal reino: Inglaterra. Por tal motivo se dio el nombre de Scotia (Escocia en latín) a la nave insignia y luego al mar que explorara. Más aún, Bruce fundó la base de las islas Órcadas del Sur, la cual en lugar de ser entregada al Reino Unido fue donada a la Argentina en 1904 (tal base es el establecimiento humano permanentemente habitado más antiguo dentro del sector antártico).

## Geografía
El Arco de Scotia, con un sistema de trincheras volcánicas activas en su extremo oriental, es comparable geológicamente al Arco Volcánico de las Antillas Menores del Mar Caribe. Por ello, los primeros geólogos Eduard Suess y Otto Nordenskjöld dieron a la región de la dorsal de Scotia el nombre de "Antillas Australes".
El Arco de Scotia forma un enlace discontinuo entre Sudamérica y la Antártida. Hoy se considera una continuación de los Andes y la parte antártica de la cordillera se denomina Antartandes. También es una importante barrera entre los océanos Pacífico y Atlántico y, por tanto, para la Corriente Circumpolar Antártica.

## Geología
El Mar de Scotia se abrió para llenar el espacio cada vez mayor creado entre el movimiento dominantemente hacia el oeste de la placa Sudamericana y el movimiento dominantemente hacia el este de la Fosa de las Sandwich del Sur y sus antepasados, visto desde la Antártida. En la actualidad, este espacio se abre a lo largo de un azimut este-oeste, y se divide en complejos movimientos de transformación en dos grandes zonas de fallas en los bordes sur y norte del Mar de Scotia, y en la extensión del fondo marino posterior a 17 millones de años en la cuenca de arco posterior del Mar de Scotia Oriental, justo al oeste de la fosa. Un mosaico de cuencas y microcontinentes extendidos en el fondo y los márgenes del Mar de Scotia muestra que, en el pasado, otros movimientos divergentes de las placas provocaron el crecimiento de gran parte de la zona al oeste de la cuenca de retroarco mediante la extensión continental y la extensión del fondo marino.
Dos hipótesis diferentes sobre la historia tectónica del Mar de Scotia orientan las interpretaciones de estas cuencas y microcontinentes. La primera se basa en una visión de la geología regional del siglo XIX en la que "los Andes vuelven a verse en la Tierra de Graham"; es decir, en la suposición de que el Mar de Scotia creció por la ruptura de un segmento compacto de un margen continental antártico-sudamericano convergente inicialmente continuo.  La segunda supone que el Mar de Scotia creció dentro del espacio generado por los movimientos relativos de las placas principales detrás del margen continental activo. Los vestigios más antiguos del crecimiento del Mar de Scotia son las rocas jurásicas y cretácicas de Tierra del Fuego y Georgia del Sur. Estas rocas pueden interpretarse en términos del crecimiento de una cuenca de retroarco, la cuenca de Rocas Verdes, en el margen continental activo de Gondwana. Alternativamente, pueden interpretarse como registros de cuencas que se formaron durante movimientos relativos de las placas Sudamericana-Antártica dirigidos hacia el NE en el interior del supercontinente.
En Tierra del Fuego, los restos de pequeñas cuencas extensionales con rellenos sedimentarios paleógenos registran el inicio del movimiento de la placa sudamericana dirigido hacia el NO hace unos 50 Millones de años. El movimiento continuo de la placa en este sentido culminó en el desarrollo de una dorsal oceánica media grande y organizada en el oeste del mar de Scotia, que expresa la divergencia de la placa sudamericana de una placa que se superpone en la Fosa de las Sandwich del Sur, y la cuenca Powell, más pequeña,  entre esta placa que se superpone y la placa antártica. Los registros de anomalías magnéticas muestran que la dorsal de Scotia Occidental estaba activa a los 30-6 Ma y que la cuenca de Powell se estaba abriendo a los 30-22 millones de años. La cuenca Powell se ha interpretado alternativamente como una cuenca de retroarco y el Mar de Scotia occidental como un "retroarco en sentido amplio". 
Una larga serie de interpretaciones se refieren al crecimiento del resto del fondo del Mar de Scotia, en las pequeñas cuencas de Protector, Dove y Scan y el Mar de Scotia central al mismo tiempo que la extensión en la dorsal de Scotia Occidental. Están limitadas por secuencias cortas de anomalías magnéticas de inversión de polaridad, que pueden modelarse para mostrar cambios en la velocidad de propagación al mismo tiempo que los cambios en la secuencia más completa de anomalías de inversión del oeste de Scotia. Interpretaciones como éstas requieren un complejo circuito de pequeñas placas en el Mar de Scotia después de 30 millones de años, un estado que se sugiere que ha sido impulsado por un patrón igualmente complejo de migración de trincheras con componentes tanto hacia el norte como hacia el sureste, alejándose de los bordes norte y sur del Mar de Scotia. Las interpretaciones más recientes de estas cuencas son más sencillas desde el punto de vista tectónico y parten del conocimiento de los movimientos de las placas principales limítrofes. Se dividen en dos categorías temporales:  
- En la categoría más joven, las cuencas más pequeñas están relacionadas con los movimientos relativos entre una fosa que se desplaza hacia el este (y mucho más lentamente) y la placa sudamericana. Su crecimiento se debe a la divergencia regional de placas que tuvo lugar en el período comprendido entre el desarrollo de las cuencas extensionales continentales paleógenas en Tierra del Fuego y el inicio de la expansión en la dorsal de Scotia Occidental hace unos 30 millones de años.
- En la categoría más antigua, el Mar de Scotia central está relacionado con la divergencia Jurásico-Cretácico dirigida N-S de las placas Sudamericana y Antártica en la ruptura de Gondwana y la posterior escisión de la placa Sudamericana por el desarrollo de la Fosa Sandwich del Sur en una zona de colisión entre el suelo oceánico de esa placa y la Península Antártica continental.[2]

## Flora y fauna
Las islas que bordean el mar de Scotia son rocosas y están parcialmente cubiertas de hielo y nieve durante todo el año; sin embargo, a pesar de estas duras condiciones, las islas albergan vegetación y han sido descritas como la ecorregión de tundra de las islas del mar de Scotia. ecorregión, que incluye Georgia del Sur, las volcánicas islas Sandwich del Sur y las Orcadas del Sur en el mar de Scotia, así como las remotas islas Shetland del Sur, cerca de la península Antártica, y el pequeño volcán aislado llamado isla Bouvet. Todas estas islas se encuentran en los mares fríos situados bajo la convergencia antártica. Estas zonas albergan una vegetación de tundra compuesta por musgos, líquenes y algas, mientras que las aves marinas, los pingüinos y las focas se alimentan en las aguas circundantes.
Entre las aves marinas hay cuatro especies de albatros: el albatros de ceja negra (Thalassarche melanophris), el albatros de cabeza gris (Thalassarche chrysostoma), el albatros de manto claro (Phoebetria palpebrata) y el albatros errante (Diomedea exulans). Sólo cinco especies de aves permanecen en tierra en las islas, entre ellas una raza endémica del pato de pico amarillo (Anas georgica) y el bisbita endémico de Georgia del Sur (Anthus antarcticus). Otras aves son el petrel gigante antártico, con importantes colonias en isla Pájaro.
Las especies de pingüinos que se encuentran aquí incluyen grandes cantidades de pingüino rey en Georgia del Sur especialmente, así como pingüino barbijo, pingüino macaroni, pingüino papúa, pingüino Adelia, y pingüino saltarrocas (Eudyptes chrysocome).
Entre las focas se encuentran el lobo fino antártico (Arctocephalus gazella) y el lobo fino subantártico (Arctocephalus tropicalis) en gran número, la foca leopardo (Hydrurga leptonyx)', foca de Weddell (Leptonychotes weddellii), el enorme elefante marino del sur (Mirounga leonina), y foca cangrejera (Lobodon carcinophagus).

## Geopolítica
En la Argentina, el mar de Scotia suele ser reivindicado como una extensión del Mar Argentino, siendo este uno de los motivos por el cual la República Argentina reclama soberanía sobre los territorios que en él se ubican.

## Sismo de 2006
Bajo las aguas del mar de Scotia interactúan las placas tectónicas Sudamericana y Antártica. El mismo fondo del mar de Scotia está constituido por una pequeña placa satélite de la Sudamericana: la placa de Scotia que, junto a la microplaca tectónica de las Sandwich del Sur, se hunde bajo la placa Antártica en la fosa de las Sandwich del Sur. Por ello no son extraños los movimientos telúricos.  Un ejemplo es el ocurrido el 20 de agosto de 2006 (y a la hora 0341 GMT). Ocurrió un terremoto y subsecuente maremoto con una magnitud de 7,1 en la escala de Richter. El punto exacto del epicentro fue en las coordenadas 61.011°S, 34.375°Ó y a una profundidad de 10 km.

## Sismo de 2013
Un sismo de 7.8 grados de magnitud se registró en el mar de Scotia a las 06:04 del 17 de noviembre (hora y fecha local), a una profundidad de 10 km y con una intensidad Mercalli de IX.